# Боклер, Обри, 5-й герцог Сент-Олбанс
Обри Боклер (англ. Aubrey Beauclerk; 3 июня 1740 — 9 февраля 1802, Лондон, Великобритания) — английский аристократ, 2-й барон Вер из Хэмворта с 1781 года, 5-й герцог Сент-Олбанс, 5-й граф Бёрфорд и 5-й барон Хеддингтон с 1787 года. Родился в семье Вера Боклера, 1-го барона Вера из Хэмворта, и Мэри Чамберс, учился в Вестминстерской школе и в Колледже королевы в Оксфорде. При жизни отца заседал в Палате общин как депутат от Тетфорда (1761—1768) и Олдборо (1768—1774), после смерти отца в 1781 году занял его место в Палате лордов. От бездетного кузена Джорджа Боклера унаследовал в 1787 году герцогский титул. Был известным коллекционером предметов искусства.
С 1763 года Обри Боклер был женат на Кэтрин Понсонби, дочери Уильяма Понсонби, 2-го графа Бессборо, и Каролины Кавендиш. В этом браке родились семеро детей:
- Кэтрин Элизабет (умерла в 1803), жена Джеймса Бёрджесса[4];
- Каролина (умерла в 1838), жена Чарльза Лоуренса Дундаса[5];
- Обри (1765—1815), 6-й герцог Сент-Олбанс[6];
- Уильям (1766—1825), 8-й герцог Сент-Олбанс[7];
- Амелиус (1771—1846)[8];
- Фредерик (1773—1850)[9];
- Джорджиана (1776—1791)[10].